# ارکیده ریشوی قهوه‌ای
ارکیده ریشوی قهوه‌ای (نام علمی: Calochilus sandrae) نام یک گونه از سرده ارکیده‌های ریشو است.